# ジヌツキシマブ
ジヌツキシマブ（Dinutuximab）およびジヌツキシマブ ベータ（Dinutuximab beta）は、高リスク群神経芽細胞腫の小児等に対する二次治療として使用されるモノクローナル抗体である。それぞれの抗体は、マウスとヒトの両方の成分で構成されており、神経芽細胞腫細胞および中枢神経系や末梢神経を含む神経外胚葉由来の正常細胞に発現する糖脂質GD2を標的としている。両者は、ジヌツキシマブがマウスの細胞を用いて製造され、ジヌツキシマブ ベータがハムスターの細胞を用いて製造されている点で異なる。また、投与方法も異なり、ジヌツキシマブは顆粒球単球コロニー刺激因子（GM-CSF）、インターロイキン-2（IL-2）、13-cis-レチノイン酸（RA）と併用して投与される一方、ジヌツキシマブ ベータは単独で投与される。日本ではジヌツキシマブのみが承認されている。
両者とも、モルヒネを用いなければならない激しい痛みや、抗ヒスタミン薬や抗炎症薬を用いる必要のある注入反応の高いリスク等、深刻な副作用を引き起こす。どちらも神経細胞に結合し、体内の免疫システムが神経細胞を破壊することで作用する。
ジヌツキシマブは、2015年3月に米国および欧州連合で販売承認を取得したが、2017年に販売承認が取り消された。ジヌツキシマブ ベータは、2017年に欧州で販売承認を取得した。日本では2021年6月にジヌツキシマブが承認された。
この抗体は元々Ch14.18と呼ばれ、カリフォルニア大学サンディエゴ校で発見された。この抗体と他の幾つかの抗体は、米国国立がん研究所が資金提供する臨床試験に持ち込まれた。

## 効能・効果
- 大量化学療法後の神経芽腫[10]
  - フィルグラスチム（G-CSF）およびテセロイキンと併用

ジヌツキシマブは、高リスク神経芽腫を対象に、海外では顆粒球単球コロニー刺激因子、インターロイキン-2、イソトレチノインとの併用により、地固め療法後の治療に使用される。高リスクの神経芽腫と診断された患者の標準治療として、導入療法および地固め療法（自家骨髄移植および外部放射線療法）を完了した患者に投与する。投与方法は、10～20時間かけて4日間連続で点滴静注する。また、再発・難治性の神経芽腫に対しては、化学療法およびGM-CSFとの併用により2次治療として使用される。 
ジヌツキシマブ ベータは、高リスクの神経芽腫の小児に対するセカンドライン治療としても使用される。試験の結果、より長くゆっくりとした投与方法で使用され、単独で投与されるが、より強い免疫反応が必要な場合はIL-2と併用されることもある。 
モルヒネが、ジヌツキシマブおよびジヌツキシマブ ベータの投与前、投与中、投与後2時間の間、この薬剤が引き起こす激しい痛みを抑える為に投与される。注入反応を管理するために、輸液前、輸液中、輸液後に抗ヒスタミン剤と抗炎症剤も投与する。

## 副作用
重大な副作用は、
- 注入反応（100%）：発熱、嘔吐、咳嗽、蕁麻疹、過敏症、悪心等
- 疼痛（81.3%）：腹痛（62.5%）、四肢痛（18.8%）、頚部痛（12.5%）、筋骨格痛（6.3%）、背部痛（6.3%）等
- 眼障害（37.5%）：失明、羞明、瞳孔散大
- 毛細血管漏出症候群
- 低血圧（12.5%）
- 感染症（43.8%）
- 骨髄抑制（93.8%）：好中球減少（81.3%）、貧血（81.3%）、血小板減少（75.0%）、リンパ球減少（43.8%）、白血球減少（18.8%）等
- 電解質異常（75.0%）：低リン酸血症（43.8%）、高カリウム血症（31.3%）、高ナトリウム血症（31.3%）、低カリウム血症（25.0%）、低ナトリウム血症（25.0%）、高マグネシウム血症（12.5%）、高カルシウム血症（6.3%）、低マグネシウム血症等

である。
ジヌツキシマブの米国での添付文書には、重度の神経障害性疼痛を惹起し、重度の感覚ニューロパチーおよび重度の末梢運動ニューロパチーを引き起こす可能性がある事から、生命を脅かす注入反応および神経毒性に関する黒枠の警告が記載されている。また、ジヌツキシマブ ベータにもこれらの副作用がある。
これらの薬剤を使用した小児の25%以上が、疼痛、発熱、蕁麻疹、嘔吐、下痢、血小板・赤血球・白血球・アルブミンの減少を引き起こす骨髄抑制、低血圧、ナトリウム・カリウム・カルシウムの低下を含む電解質バランスの乱れ、トランスアミナーゼの上昇、注入反応、毛細血管漏出症候群を経験している。
その他の一般的な副作用としては、投与後数週間から数か月間の尿閉、尿中のタンパク質、目の霞みや瞳孔の拡大、感染症、浮腫（顔面浮腫、末梢性浮腫等）、高血圧、止まらない出血、頻脈、体重増加などがある。

## 薬理学
ジヌツキシマブとジヌツキシマブ ベータはおのおの、中枢神経系や末梢神経系の神経細胞など、胎児期に神経外胚葉から発生した細胞に存在する糖脂質であるGD2に結合して作用する。神経芽細胞腫の細胞もこれを有する。ジヌツキシマブがGD2を持つ細胞に結合すると、その細胞は抗体依存性細胞傷害および補体依存性細胞障害によって破壊される。
ジヌツキシマブの臨床試験において、最高血漿濃度は11.5 μg/mL、平均定常状態の体積分布は5.4 L、クリアランス率は0.21 L/日、平均半減期は10日であった。

## 化学的特徴
Ch14.18は、重鎖IgG1と軽鎖κの可変領域がマウスに由来し、重鎖IgG1と軽鎖κの定常領域がヒトに由来するキメラモノクローナル抗体である。
ジヌツキシマブは、マウスの骨髄腫細胞株であるSP2/0を用いて工業的に発酵させて製造されている。ジヌツキシマブ ベータは、チャイニーズハムスター卵巣細胞で製造されている。

## 歴史
ジヌツキシマブ（当初はCh14.18と呼ばれていた）は、カリフォルニア大学サンディエゴ校で発見され、この抗体と他のいくつかの抗体は、米国国立がん研究所（NCI）が資金提供する臨床試験に持ち込まれた。NCIは、Ch14.18とGM-CSFおよびIL-2との併用による第III相試験を実施し、中間解析で有効性が明白となった事で試験中止となり、その結果は2009年に発表された。その時点では、FDAの承認を得て製品化すると申し出た企業が無かったため、NCIは製造を継続し、人道的使用で利用出来るようにした。2010年、NCIはUnited Therapeutics社と契約を結び、同社が製造を引き継ぎ、市場に投入することとなった。
一方、欧州では、がん専門医や患者支援団体が、欧州での使用を希望し、United Therapeutics社やNCIの元の研究室から製造に使用した細胞株を入手しようと努力していた。その中で、抗GD2 mAbを作成して製造し、患者に投与していたメモリアル・スローン・ケタリング癌センターのグループに連絡を取ったが、これも上手くいかなかったという。一方、ウィーン小児がん研究所では、欧州のがん専門医のネットワークと協力して、CHO細胞で作った抗GD2 mAbを開発し、2011年までに第III相臨床試験を行い、地元のバイオテクノロジー企業であるApeiron社にその権利をライセンスした。
米国FDAは2015年3月に、欧州医薬品庁は同年8月にUnited Therapeutics社の申請を承認した。
2017年、United Therapeutics社は欧州での販売承認を撤回し、欧州で販売するのに充分な量の薬を作る事が出来ないと述べた。
2016年10月、Apeiron社は英国のバイオ企業であるEUSA社にCh14.18の権利をライセンスし、2017年5月、Apeiron社とEUSA社は、当時ジヌツキシマブ ベータと呼ばれていたCh14.18の販売承認をEMAから取得した。
日本では医師主導治験が2本実施され、日本版レジメンであるジヌツキシマブ・フィルグラスチム・テセロイキン併用療法の、米国版レジメン（ジヌツキシマブ・サルグラモスチム・アルデスロイキン・イソトレチノイン併用療法）に対する非劣性が検証され、2021年6月に承認された:1。

## 参考資料
1. 1 2  “Qarziba Australian prescription medicine decision summary”. Therapeutic Goods Administration (TGA) (2020年4月11日). 2020年8月16日閲覧。
2. ↑  “Dinutuximab (Unituxin) Use During Pregnancy”. Drugs.com (2020年3月30日). 2020年8月16日閲覧。
3. ↑  “Qarziba (Dinutuximab beta) 4.5 mg/mL concentrate for solution for infusion - Summary of Product Characteristics (SmPC)”. (emc) (2019年11月27日). 2020年8月16日閲覧。
4. 1 2 3 4 5 6 7 8 9 10  “Unituxin- dinutuximab injection”. DailyMed (2019年4月19日). 2020年8月16日閲覧。
5. 1 2 3  “Qarziba EPAR”. European Medicines Agency (2018年9月17日). 2020年8月16日閲覧。
6. ↑  “KEGG DRUG: ジヌツキシマブ”. www.genome.jp. 2021年9月13日閲覧。
7. ↑  “Unituxin (dinutuximab)”. U.S. Food and Drug Administration (FDA) (2015年4月8日). 2020年8月16日閲覧。
8. 1 2  “Unituxin EPAR”. European Medicines Agency (EMA). 2020年8月16日閲覧。
9. ↑  “遺伝子組換えキメラモノクローナル抗体「ユニツキシン®」製造販売承認取得のお知らせ”. 2021年9月13日閲覧。
10. 1 2  “ユニツキシン点滴静注17.5mg/5mL 添付文書”. www.info.pmda.go.jp. 2021年9月13日閲覧。
11. 1 2 3 4 5 6  “Summary of product characteristics:: Dinutuximab beta EUSA (formerly Dinutuximab beta Aperion)”.   EMA (2017年5月8日). 2021年9月13日閲覧。
12. 1 2  “Promising therapeutic targets in neuroblastoma”. Clinical Cancer Research 18 (10):  2740–53. (May 2012). doi:10.1158/1078-0432.CCR-11-1939. PMC 3382042. PMID 22589483.
13. ↑  “Assessment report: Dinutuximab beta Apeiron”.   EMA (2017年3月23日). 2021年9月13日閲覧。
14. ↑  “Dinutuximab beta - Apeiron Biologics -”.   AdisInsight. 2018年1月28日閲覧。
15. 1 2 3 4  “Dinutuximab (Unituxin)”.   NCI Technology Transfer Center. 2016年11月18日時点のオリジナルよりアーカイブ。2018年1月28日閲覧。
16. ↑  “Immune-based therapeutics for pediatric cancer”. Expert Opinion on Biological Therapy 10 (2):  163–78. (February 2010). doi:10.1517/14712590903431022. PMC 2809805. PMID 19947897.
17. ↑  “Anti-GD2 for the treatment of neuroblastoma.”. Cinderella Therapeutics (2013年1月15日). 2016年6月30日時点のオリジナルよりアーカイブ。2018年1月28日閲覧。
18. ↑  “Apeiron Gains Rights to Phase III-Stage Neuroblastoma Treatment”. GEN. (2011年6月22日)
19. ↑  “Press release: Oncology Alliance: Apeiron, CCRI and SIOPEN join forces against neuroblastoma”. Bionity. (2011年6月27日).  オリジナルの2011年11月20日時点におけるアーカイブ。 2018年1月28日閲覧。
20. ↑  “Unituxin New FDA Drug Approval”.   CenterWatch. 2018年1月28日閲覧。
21. 1 2  “Unituxin: Withdrawal of the marketing authorisation in the European Union”.   EMA (2017年4月21日). 2018年1月28日時点のオリジナルよりアーカイブ。2021年9月13日閲覧。
22. ↑  “Apeiron licences neuroblastoma antibody”. Biocom AG. (2016年10月4日)
23. ↑  “ユニツキシン点滴静注17.5mg/5mL インタビューフォーム”. www.info.pmda.go.jp. 2021年9月13日閲覧。